# Марко Хук
Марко Хук (роден на 11 ноември 1984 г. като Муамер Хукич във Сиеница, СР Сърбия, Югославия) е германски професионален боксьор от сръбски произход. Той е настоящият шампион на СБО в полутежка категория.

## Кариера

### Ранна кариера
Марко започва да тренира таекуондо и кикбокс на 10 години. В кариерата си на аматьор в кикбокса има успехи – печели Европейското първенство по кикбокс през 2002 г. и отново през 2003 г., когато е само на 18 г. Въпреки успехите си в кикбокса, той решава да се отдаде напълно на бокса, в който се състезавал наред с таекуондото и кикбокса от 15-годишен.

### „Летящия старт“
Още в началото на аматьорската си кариера, той побеждава звездите в аматьорския бокс Майкъл Симс и Клаудио Ришо. Първият му голям мач е срещу Пиетро Аурино. Мачът се превръща в истинска афера, след като италианецът удря с глава Марко Хук, а той му отвръща с ритник в корема. След като Хук не е дисквалифициран, Аурино се изпарява от ринга, отвратен и бива дисквалифициран и Хук печели първата си титла – тази на Европейския Боксов Съвет (ЕБС) в полутежка категория. Скоро след това, Хук отново прегазва още един боксьор от световна класа – Вадим Токарев (с резултат дотогава 23 – 0) този път без скандали. Той е #7 според Ring Magazine когато се бие срещу Стийв Кънингам, но губи с нокаут в първата защита на титлата си.
След загубата от Кънингам, печели 6 последователни мача с нокаут. На 13 март 2010 г. Хук печели титлата в полутежка категория на СБО като побеждава Виктор Емилио Рамирез. От тогава следват 8 защити на титлата срещу Ола Афолаби, Адам Ричърдс, Брайън Минто, Мат Годфри, Денис Лебедев, Ран Накаш, Хуго Гарай и Рожелио Омар Роси.
Ден преди мача му с Александър Поветкин за титлата в тежка категория на СБА, той получава смъртна заплаха. В офиса на немската компания за промотиране на боксови мачове Sauerland Events, която организира мача, е получено писмо, насочено към Марко Хук, в което пише: "Сега е само въпрос на време да те хванем. Семейството ти е в голяма опасност. Писна ни от твоите хвалби.". В писмото също се споменава и скъпата вила в Берлин на Хук, също и заплахи към треньорът му Ули Вегнер, които предупреждават родения в бивша Югославия (сега Сърбия Хук „да се върне там, от където е дошъл“. „Не се страхувам от никой и нищо, но се тревожа за семейството си“ – казва Марко Хук за в. BILD. Поради заплахите, се налага Sauerland Events да усили мерките за сигурност преди и след мача в заобикалящия сградата периметър.

## Личен живот
Марко Хук е роден в бедно семейство. Има малка сестра и две по-големи. Напуска Югославия през 1993 г. и отива да живее в Билефелд. Получава немско гражданство през 2009 г.

## Титли
Професионален бокс
- 2009 – шампион в полутежка категория на СБО (8 защити)
- 2008 – 09 Европейски шампион в полутежка категория (3 защити)
- 2007 Интерконтинентален шампион в полутежка категория на МБФ

Аматьорски кикбокс
- 2003 Световно първенство 2003 Париж  -86 kg (фул-контакт)
- 2002 Световно първенство 2002 Джесоло, Италия  -86 kg (фул-контакт)